# Secret Agent X-9 (1945)

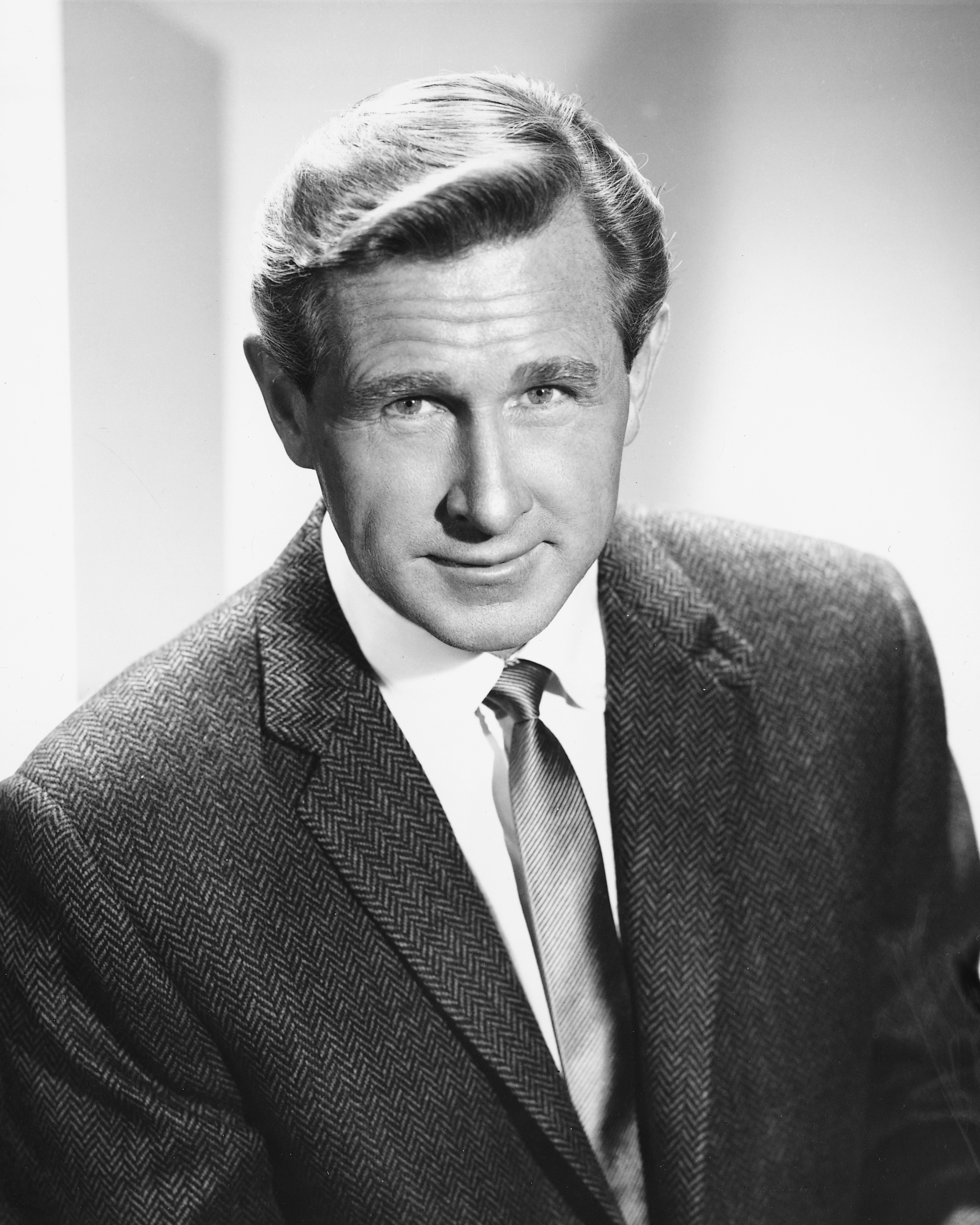
Lloyd Bridges, intérprete do Agente Secreto X-9.

Secret Agent X-9 é um seriado estadunidense de 1945, gênero espionagem, dirigido por Lewis D. Collins e Ray Taylor, em 13 capítulos, estrelado por Lloyd Bridges, Keye Luke e Victoria Horne. Foi produzido e distribuído pela Universal Pictures, e veiculou nos cinemas estadunidenses a partir de 24 de julho de 1945.
Foi baseado nas histórias em quadrinhos Agente Secreto X-9. Um seriado anterior, de 1937, também da Universal tinha o mesmo título.

## Sinopse
Ambos os lados, na Segunda Guerra Mundial, tentam controlar o o elemento secreto 722, que pode ser usado para criar combustível mais barato.

## Elenco
- Lloyd Bridges … Phil Corrigan, Agente Secreto X-9
- Keye Luke … Ah Fong, agente chinês
- Jan Wiley … Lynn Moore, agente australiano
- Victoria Horne … Nabura, vilão agente japonês
- Samuel S. Hinds … Solo
- Cy Kendall … Lucky Kamber, auto-proclamado governador de “Shadow Island”
- Jack Overman … Marker
- George Lynn … Bach
- Clarence Lung … Takahari
- Benson Fong … Dr. Hakahima
- Arno Frey … Kapitan Grut, capitão nazista
- Ferdinand Munier … Pierre Dupray
- Ann Codee … "Mama Pierre" Dupray
- Edward Howard … Drag Dorgan
- George Chesebro	...	Homem de olhos vendados (não-creditado)
- Edmund Cobb ... Atendente do bar (não-creditado)

## Produção
O personagem Agente Secreto X-9 foi criado pelo escritor Dashiell Hammett para uma tira de quadrinhos de 1934, desenhada pelo criador de Flash Gordon, Alex Raymond, para o King Features Syndicate, que queria uma tira de combate ao crime, para competir com Dick Tracy.
Foi o último seriado baseado em personagens dos quadrinhos feito pela Universal (entre 1936 e 1945, a Universal produziu mais seriados adaptados dos quadrinhos do que seus rivais, Columbia Pictures e Republic Pictures, juntos).
Em 1937, a Universal já fizera um seriado com o mesmo personagem e o mesmo título, Secret Agent X-9, com Scott Kolk no papel-título.

### Dublês
- Eddie Parker dublando Lloyd Bridges
- John Daheim dublando Benson Fong

## Capítulos
1. Torpedo Rendezvous
2. Ringed by Fire
3. Death Curve
4. Floodlight Murder
5. Doom Downgrade
6. Strafed by a Zero
7. High Pressure Deadline
8. The Dropping Floor
9. The Danger Point
10. Japanese Burial
11. Fireworks for a Deadman
12. Big Gun Fusillade
13. Zero Minute

Fonte: